# 淞沪抗日和籍烈士纪念碑
淞滬抗日和籍烈士紀念碑，是一座和平縣文物保護單位，位於广东省河源市和平县陽明鎮。這座紀念碑被認為是中國首座與抗日戰爭有關的紀念碑，旨在紀念50名在一·二八事變後抵抗侵華日軍、籍貫和平縣的國民革命軍第十九路軍軍人（其中48人陣亡）。紀念碑在1933年5月由和平縣捐款而建立，在文化大革命期間曾經遭到破壞，後在1985年列入和平縣文物保護單位、1994年列為河源市愛國主義教育基地。

## 歷史
1932年1月28日，侵華日軍进攻上海，引發一·二八事變；国民革命军第十九路军猛烈抵抗日本进攻，成功拖慢日本侵略中國的進度，並激发全国军民對抗日本的斗志，但亦有不少兵員陣亡。在陣亡軍人當中，有48名官兵來自廣東和平县，他們是由十九路军团长黄汉廷招募、在1931年冬季加入部隊的青年人；這些陣亡官兵備受讚譽，被褒揚為「广东人、和平人的光荣」、「十九路军最有特色的一个团」。
1933年5月，和平县各界發起募捐，买下阳明镇东山岭南坡的一座小山头，为這些籍貫和平县的烈士建造一座纪念碑；捐款運動一說由黄汉廷倡议，一說由和平县民眾自发。這座纪念碑被認為是中國首座與抗日戰爭有關的纪念碑；雖然陣亡的和平县軍人有48人，但碑上共刻有50名和平县軍人的姓名，其中有人並沒有戰死，被稱為「活着的烈士」。
文化大革命期间，纪念碑上的碑文和附近的牌坊受到破坏，後已修復。纪念碑在1985年列入和平縣文物保護單位，並在1994年列为河源市爱国主义教育基地之一，於隨後的1995年8月进行重修工程。

## 結構
淞沪抗日和籍烈士纪念碑位於和平縣阳明镇东山岭南面的山岗，是一座高10米、基座宽2米、呈方塔形的尖顶石碑，外形像一柄剛從劍套拔出的劍；碑的表面由石米批荡而成，碑体則以青砖建成。碑身的四面均塑有30厘米见方的行楷書體文字，北面书有「淞沪抗日和籍烈士纪念碑」字樣，東、南、西面的文字則分別是「为民前锋」、「浩气长存」和「唤醒国魂」；基座四面镶嵌了石碑，這些石碑上刻有碑文和烈士姓名。纪念碑四周有一道砖砌十字花围栏，位處一面宽200平方米的平台之中央位置，南北山脚各設有单门双柱牌坊。